# Bentheogennema intermedia
Bentheogennema intermedia är en kräftdjursart som först beskrevs av Charles Spence Bate 1888.  Bentheogennema intermedia ingår i släktet Bentheogennema och familjen Benthesicymidae. Inga underarter finns listade i Catalogue of Life.